# Município de Scott (condado de Sandusky, Ohio)
O município de Scott (em inglês: Scott Township) é um município localizado no condado de Sandusky no estado estadounidense de Ohio. No ano de 2010 tinha uma população de 1.437 habitantes e uma densidade populacional de 15,24 pessoas por km².

## Geografia
O município de Scott encontra-se localizado nas coordenadas 41° 17′ 52″ N, 83° 21′ 36″ O. Segundo a Departamento do Censo dos Estados Unidos, o município tem uma superfície total de 94.3 km², da qual 94,3 km² correspondem a terra firme e (0 %) 0 km² é água.

## Demografia
Segundo o censo de 2010, tinha 1.437 habitantes residindo no município de Scott. A densidade populacional era de 15,24 hab./km². Dos 1.437 habitantes, o município de Scott estava composto pelo 96,8 % brancos, o 0,14 % eram afroamericanos, o 0,35 % eram asiáticos, o 1,18 % eram de outras raças e o 1,53 % eram de uma mistura de raças. Do total da população o 4,04 % eram hispanos ou latinos de qualquer raça.